# Ithytrichia decussata
Ithytrichia decussata är en nattsländeart som först beskrevs av Georg Ulmer 1951.  Ithytrichia decussata ingår i släktet Ithytrichia och familjen smånattsländor. Inga underarter finns listade i Catalogue of Life.